# Ruby, Don’t Take Your Love to Town
Ruby, Don’t Take Your Love to Town ist ein Countrysong von Mel Tillis, der von einem Kriegsveteranenschicksal erzählt. Das Stück wurde 1969 durch Kenny Rogers zum Welterfolg.

## Liedtext
Der Text handelt von einem Kriegsveteranen eines „idiotischen Kriegs in Asien“. Als der Song 1967 zum ersten Mal von Johnny Darrell veröffentlicht wurde, nahm man an, dass er sich auf den Vietnamkrieg bezog. Tillis hatte aber tatsächlich die Geschichte eines Veteranen aus dem Zweiten Weltkrieg zum Vorbild genommen. Der Veteran hatte seine untreue Frau und sich selbst in einem Erweiterten Suizid ermordet. Tillis verschob die Handlung in den Koreakrieg. Im Lied liegt der paralysierte Veteran im Bett, während sich seine Ehefrau schminkt, um auszugehen. Er vermutet, dass sie sich einen Liebhaber suchen will und versucht sie umzustimmen.

## Interpretationen
Der Song wurde in mehreren Versionen verschiedener Musikgenres veröffentlicht. Die erste Version von Johnny Darrell aus dem Jahr 1967 erreichte in den Billboard Hot 100 Platz 9. 1969 nahm Kenny Rogers mit seiner Band First Edition den Song in einer einzigen Session auf. Die Single wurde ein großer Hit und erreichte in Großbritannien Platz 1 in den Charts des New Musical Express und den zweiten Platz in denen der BBC. Dabei wurde sie dort über eine Million Mal verkauft. In den USA belegte sie Platz 6 der Billboard-Charts. und wurde ebenfalls über eine Million Mal verkauft. Weltweit verkaufte sich die Single mehr als sieben Millionen Mal.
Anfang 1976 trennte sich Rogers von seiner Band. 1977 nahm er das Stück als Solokünstler unter anderem für sein Greatest-Hits-Album Ten Years Of Gold auf, was später in Großbritannien und Irland als The Kenny Rogers Singles Album vermarktet wurde.

### Weitere Coverversionen
Das Lied wurde von einer Reihe weiterer Künstler aufgenommen. Ebenfalls 1967 spielten The Statler Brothers das erste Cover ein; es erschien auf ihrem Album Big Country Hits. Weitere Versionen gibt es unter anderem von Bobby Bare, Jerry Reed, Dale Hawkins, Waylon Jennings, Roger Miller und Cake. Gary Holton and Casino Steels Version war 1982 ein Nummer-eins-Hit in Norwegen. Eine weitere Coverversion erschien 1995 auf der Kompilation 55578 des Synth-Pop-Duos Wolfsheim. The Killers spielten 2007 eine Version für ihr Album Sawdust ein.
Das Stück wurde auch in andere Sprachen übersetzt. Nana Mouskouri nahm eine französische Version mit dem Titel Ruby, garde ton cœur ici („Ruby, laß dein Herz hier“) für ihr 1970 erschienenes Album Dans le soleil et dans le vent auf. Eddy Mitchell veröffentlichte 1974 eine weitere französische Version unter dem Titel Ruby tu reviens au pays auf seinem Album Rocking in Nashville. Ebenfalls 1970 spielte Gerhard Wendland eine deutsche Version mit dem Titel Ruby, schau einmal über’n Zaun ein. 1971 sang Lale Andersen Geh nicht zurück aufs Meer. Der tschechische Countrysänger Pavel Bobek veröffentlichte 1981 eine Version mit dem Titel Oh Ruby, nechtej mi lásku brát („Ach, Ruby, nimm mir meine Liebe nicht“).

## Antwortsongs
Es existieren mindestens zwei Antwortlieder: Eines aus Sicht der Ehefrau, das andere aus Sicht eines Sohnes.
Ein Antwortlied mit dem Titel Billy, I've Got to Go to Town wurde 1969 von Geraldine Stevens, die zuvor erfolgreich unter dem Namen Dodie Stevens aufgetreten war, veröffentlicht. Es benutzt die Melodie von Ruby und ist ähnlich der Rogers-Version arrangiert.  In ihrem Song versichert sie dem Protagonisten ihre Liebe und bittet ihn, ihr zu vertrauen. Billy erreichte in den amerikanischen Charts Platz 117.
1972 veröffentlichte Bobby Womack das Album Understanding mit dem Song Ruby Deen. Der Text ist aus Sicht des Sohnes erzählt, der seine Mutter bittet, seinen Vater zu respektieren und ihm treu zu bleiben.

## Video
Ein Musikvideo, das lediglich eine Kamera zeigt, die sich in einem Schlafzimmer hin und her bewegt, wurde 1969 zum Abschluss eines Huntley-Brinkley-Reports gezeigt. Chet Huntley, der die Sendung gemeinsam mit David Brinkley moderierte, produzierte es und verband damit Schicksale von Vietnamkriegsveteranen mit dem Song.

## Belege
1. ↑  Behind the Song bei americansongwriter.com
2. ↑  Joel Whitburn: Hot Country Songs 1944 to 2008. Record Research, Inc, 2008, ISBN 0-89820-177-2, S. 115.
3. ↑  Whitburn, S. 360
4. ↑  Ruby, Don’t Take Your Love to Town bei Discogs
5. ↑  Wolfsheim – 55578. discogs.com, abgerufen am 14. Oktober 2019 (englisch).
6. ↑  Lale Andersen - Geh' Nicht Zurück Auf's Meer. 1971, abgerufen am 15. Oktober 2023 (englisch).
7. ↑  Archivierte Kopie (Memento vom 25. Juli 2013 im Internet Archive)